# ماسایوکی موری (تهیه‌کننده)
ماسایوکی موری (انگلیسی: Masayuki Mori؛ زادهٔ ۱۹۵۳) تهیه‌کننده فیلم اهل ژاپن است.
او همکاری نزدیکی با کارگردان مشهور سینمای ژاپن تاکشی کیتانو داشته‌است.
از فیلم‌هایی که  در آن نقش داشته است، می‌توان به زاتوئیچی اشاره کرد.